# Anisodes lyciscaria
Anisodes lyciscaria är en fjärilsart som beskrevs av Achille Guenée 1858. Anisodes lyciscaria ingår i släktet Anisodes och familjen mätare. Inga underarter finns listade i Catalogue of Life.